# Мухаммед-Амин
Мухаммед-Амин хан (в русских летописях Магмед-Аминь; тат. Möxämmätämin, Мөхәммәтәмин, محمدامین‎) (1469 — декабрь 1518, Казань) — казанский хан (1484—1485, 1487—1496, 1502—1518), сын хана Ибрагима и Нур-Султан бикем, брат Гаухаршад.

## Биография
Первый раз захватил власть в 1484 году, отняв у брата Ильхама, однако не смог её удержать, второй раз, при помощи русских войск, взявших Казань, сел на престол в 1487 году.

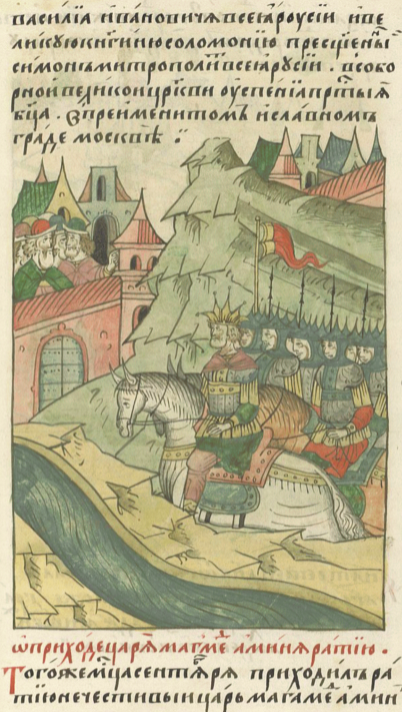
Мухаммед-Амин идёт ратью на Русь в 1505 г.

В период изгнания с Казанского престола (1496—1502) временно получил в правление от московских правителей Хатунь и Каширу. Участвовал в войне с Литвой в 1500 году. На юге вместе с Василием Шемячичем и Семеном Стародубским, бывших в московском войске Якова Захарьича, действовали его вспомогательные отряды с великокняжескими воеводами братьями Иваном и Федором Палецкими.
Переписываясь с Иваном III, называл себя его братом, однако на деле был целиком подчинён великому князю московскому. Лишь в последний год жизни Ивана III вышел из-под контроля. Избиение русских купцов на казанской ярмарке в 1505 году ознаменовало начало русско-казанской войны 1505—1507 годов. Мухаммед-Амин в том же году без успеха осаждал Нижний Новгород. В 1507 году был заключён мир. В 1510—1511 годах при посредничестве ханши Нур-Султан и её пасынка Сахиб-Гирея (будущего крымского хана) заключил новый договор с Василием III, признав его верховенство.
Мухаммед-Амин не оставил после себя сыновей. С его смертью на казанском престоле пресеклась династия Улу-Мухаммеда.
Его останки были найдены в ханском мавзолее возле башни Сююмбике в Казанском Кремле.